# Brännträsk (naturreservat)
Brännträsk är ett naturreservat i Malå kommun i Västerbottens län.
Området är naturskyddat sedan 2002 och är 80 hektar stort. Reservatet omfattar myrmark norr om sjön Brännträsket och öster om byn Brännträsk. Reservatets skog består mest av gran.